# فیونا فولرتن
فیونا فولرتن (انگلیسی: Fiona Fullerton؛ زادهٔ ۱۰ اکتبر ۱۹۵۶) بازیگر و خواننده اهل بریتانیا است. فولرتون شرکت املاک خودش را دارد که عمدتاً در لندن آپارتمان می‌خرد و مدیریت می‌کند. او همچنین ستون‌نویس چند روزنامه در مورد سرمایه‌گذاری در املاک است. او همچنین سفیر برند ریتیدپیپل دات کام، یک سایت بهسازی خانه است.
از فیلم‌ها یا برنامه‌های تلویزیونی که وی در آن نقش داشته‌است، می‌توان به نمایی به یک قتل، نیکلاس و الکساندرا، خطر قلب و ماجراهای آلیس در سرزمین عجایب اشاره کرد.